# Jorge Marsiglia
Jorge Andrés Marsiglia Carrascal, noto semplicemente come Jorge Marsiglia (Sahagún, 19 gennaio 1999), è un ex calciatore colombiano, di ruolo difensore.

## Carriera
Cresciuto nel Deportivo Cali, debutta in prima squadra il 25 agosto 2018 in occasione dell'incontro di Categoría Primera A perso 2-0 contro il Rionegro Águilas.

## Statistiche

### Presenze e reti nei club
Statistiche aggiornate al 26 dicembre 2021.
| Stagione        | Squadra         | Campionato      | Campionato | Campionato | Coppe nazionali | Coppe nazionali | Coppe nazionali | Coppe continentali | Coppe continentali | Coppe continentali | Altre coppe | Altre coppe | Altre coppe | Totale | Totale |
| Stagione        | Squadra         | Comp            | Pres       | Reti       | Comp            | Pres            | Reti            | Comp               | Pres               | Reti               | Comp        | Pres        | Reti        | Pres   | Reti   |
| --------------- | --------------- | --------------- | ---------- | ---------- | --------------- | --------------- | --------------- | ------------------ | ------------------ | ------------------ | ----------- | ----------- | ----------- | ------ | ------ |
| 2018            | Deportivo Cali  | A               | 1          | 0          | CC              | 1               | 0               |                    | -                  | -                  |             | -           | -           | 2      | 0      |
| 2019            | Tauro           | LPF             | 18         | 2          | CP              | 0               | 0               | CL                 | 2                  | 0                  |             | -           | -           | 20     | 2      |
| 2020            | Orsomarso       | B               | 13         | 1          | CC              | 1               | 0               |                    | -                  | -                  |             | -           | -           | 14     | 1      |
| 2021            | Deportivo Cali  | A               | 29         | 2          | CC              | 6               | 0               | CS                 | 1                  | 0                  |             | -           | -           | 36     | 2      |
| Totale carriera | Totale carriera | Totale carriera | 61         | 5          |                 | 8               | 0               |                    | 3                  | 0                  |             | -           | -           | 72     | 5      |

## Palmarès

### Club

#### Competizioni nazionali
- Campionato colombiano: 1

Deportivo Cali: 2021 (C)